# Sh15uya
『Sh15uya』（澀谷15）是一部田﨑竜太監督的特攝電視劇作品。2005年1月10日開始放送至3月28日結束，在朝日電視台每周一深夜3:12～3:42放送。之後，《特撮エース》雜誌開始連載了該作品的漫畫版。

## 概要
背景發生在既是澀谷又非澀谷的假想世界「Shibuya」里，在這個城市裡所有路標中的「澀谷」都以片假名「シブヤ」表示。故事以5個15歲的少男少女之間的「戰鬥」為線索展開，是表現他們各自的心情與互相之間的糾葛的青春作品。 製作方面，田﨑竜太和白倉伸一郎兩位製作人都是東映平成假面騎士系列的製作班底，本作的編劇米村正二在次年也成為平成假面騎士系列35周年紀念作《假面騎士Kabuto》的編劇。此外，多位參與假面騎士的演員在本作中客串也是本作的看點之一。

## 登場人物・役者
豪(Tsuyoshi) ／ 翔太 ／ Revu（演：悠城早矢）-主演
本作的主人公。本名：間宮豪
思維簡單、性格爽直、充滿正義感的少年。在故事的開始便失去了過去的記憶，並從口中吐出了「離開Shibuya ——Revu」的信條。是Palhanz最低等級的一員，對Shibuya的規則一無所知，因此常常向其他少男少女詢問。對Ema的話深信不疑，並試圖逃離Shibuya。喜歡上了淺蔥，實際上失憶以前是艾瑪(Ema)的戀人。
少年豪由女性的悠城早矢扮演，亦是本作的特色。
艾瑪(Ema)（演：新垣結衣）
Shibuya內唯一一位具有操作魔法的能力、能夠打倒Peace的少女關鍵人物。本名：不明
與Revu是戀人關係的女性。Shibuya內唯一一位具有魔法能力並能夠打倒Peace的特別存在。
淺蔥(Asagi) ／ Miu（演：芳賀優里亞）
Rabugen的老大。本名：昭島瞳
具有男性一般的性格，十分豪快。口頭禪为「うざいんだよ」。活動地盤為道玄坂，在一場地盤糾紛中與豪相逢。經常與豪一起行動，久而久之對豪產生了好感。父母雙雙住院，卻從未探望過她們。被Piece鎖定時表現得十分被動，曾經等待死亡，但被豪救出。後來失去了與豪有關的所有記憶。
龍吾(Ryugo)（演：山下亨）
Palhands的老大。本名：内藤茂樹
為了打倒目的可以不擇手段的冷酷少年。同時具有優秀的領導才能。口頭禪為「ダリィ」。活動地盤為文化村街道。為了統治整個Shibuya，曾試圖挑起Rabugen與Bunkamu之間的戰爭。
DJ（演：植原卓也）
Bunkamu的老大。本名：武本和彦
無所謂地不良少年，座右銘為「長い物には巻かれろ」。喜歡吃棒棒糖，經常在口中含着棒棒糖。與夥伴一起喜愛着音樂及街舞，口頭禪為「YO」。活動地盤為公園街。
健吾(Kengo)（演：弓削智久）
「KOYA」紋身店的主人，Shibuya所有的勢力都欠他的人情，因此紋身店內為非格鬥區（即勢力之間被禁止發生鬥爭，否則算「破壞規定」被健吾阻止）。雖然經營着紋身店，卻常常被當做是餐館而被要求做飯。有人評價「KOYA」紋身店「唯一好的地方就是做的飯」。包括豪、Ema等人都為「KOYA」紋身店打過零時工。
豪和淺蔥都信賴着健吾，其對豪等Shibuya的少年少女提供居住場所。但是真實身份卻是監視、管理着Shibuya的影之管理者，豪等人的老師。
大友(Ootomo教授)（演：唐橋充）
無家可歸的流浪漢，實際上是製作Shibuya虛擬教育系統的人。
伊賀屋（演：松山鷹志）
Shibuya管理運營的理事長，健吾的上司。
性格冷酷無情而殘暴。為了完全管理Shibuya而令健吾監視豪等人，Shibuya的幕後黑手。
Peace（演：マーク武蔵）
Shibuya內殺死"壞了的"的15歲少年少女的處刑人。
借用普通人的身姿，在處刑時對鎖定的「壞了的」的15歲少年少女手上刻上印記現身。擁有黑色的長髮和獨特的說話方式。此外，他的台詞由諺改變而來，難以理解且意味不明。是艾瑪(Ema)尋找並攻擊的目標。
題外話，該角色的演員是太極拳武術家「マーク武蔵」，擅長劍術與槍術（劇中使用的劍與槍都是マーク武蔵的個人物品）。因此片中Peace的武打戲全部由マーク武蔵親自完成。

## 客串出演者
- 知子：近野成美
- 傳教士風：須賀貴匡
- 銀行員風之男:天野浩成
- 浪：岩井七世
- ファーストフード店長：杉山彩乃
- 簡直少女：小島愛
- 春：阿井莉沙
- 快遞員：高槻純
- サンドイッチマン風：遠藤嘉人
- イガヤ：松山鷹志
- 美容師風：山崎潤

## 設定

### Shibuya系统
由於兇惡的犯人少女艾瑪引起的兇惡事件，由大友教授開發完成的對與15歲問題少年進行行為糾正的教育系統。

### Peace系统
在Shibuya系統內對"壞了的"的15歲少年少女進行消滅。被鎖定的"壞了的"15歲的手上會出現印記。

#### 被Peace鎖定的人物
- 知子(Chiko) (Face.01) - 死亡
- 淺蔥(Asagi) (Face.02-04) - 雖然被鎖定，由於艾瑪將Piece打倒而活了下來→但是成為了「扭結(Yojire)」。
- 浪(Nami) (Face.05) - 死亡
- 淺蔥(Asagi) (Face.06) - 第二次被鎖定→死亡
- 豪(Tsuyoshi) (Face.07-08) - 由龍吾想出來的策略，用鎖定了DJ的人的皮膚製成手機鏈，並將手機鏈燒毀從而打倒了Piece。
- 幹夫(Mikio) (Face.08) - 死亡
- 艾瑪(Ema) (Face.08) - 生存下來成為「扭結(Yojire)」。
- 豪(Tsuyoshi) (Face.10) - 生存下來成為「扭結(Yojire)」→與艾瑪一起將Hall爆破時被殺死（為了幫助艾瑪而被勸說這麼做）
- 幹夫 (Face.11) - 死亡
- 艾瑪(Ema)

### 勢力集團
Shibuya主要有3個勢力集團

#### Rabugen
- 活動區域：道玄坂
- 成員
  - 淺蔥(Asagi)
  - 知子(Chiko)
  - 春(Haru)
  - 浪(Nami)

#### Bunkamu
- 活動區域：文化村街道
- 成員
  - DJ
  - BM

#### Palhands
- 活動區域：公園街
- 成員
  - 龍吾(Ryugo)
  - 幹夫
  - DJ
  - 艾瑪
  - 翔太（演：中村康平）
  - 翔太（演：小浜良太）
  - 豪(Tsuyoshi)
  - （Miu）

### 用語
壞了的
對他人造成生命威脅等社會危害性極大的少年少女，會被Piece鎖定。
Reset（重啟）
在Shibuya內被Piece殺死的人物復活。
Restore
更改記憶書
Restore大會
大規模地對於Shibuya內全體15歲少年少女的記憶書替換。
扭结(Yojire)
被Piece鎖定卻沒有被殺死的人。由於違反了Shibuya的規則而常常被其他人瞧不起。
Maaji
僅僅艾瑪擁有的特殊能力。將能夠自由變形的物體「Escode」裝備在身上，變身成為適合戰鬥的形態。戰鬥裝備被稱為Maaji Suits。能夠用劍和巴祖卡一類的武器攻擊。現實世界中，呈植物人狀態的艾瑪也穿着此服，因此推測為一種生命維持裝置，然而具體不明。
死體回收車
回收被鎖定後殺死的人的屍體的大型汽車。

## 製作班底
- 總導演：田﨑竜太
- 導演：田﨑竜太、鈴村展弘
- 動作導演：横山誠
- VFX：小林真吾（スタジオ・ガラパゴス）
- 劇本：米村正二
- 音樂：蓜島邦明
- 攝影：倉田幸治
- 服裝提供：遠藤憲昭（デビロック）
- 設計：篠原保
- 副導演：加藤弘之、大峯靖弘ほか
- 出品人：加藤和夫（東映影像）、松田佐栄子（朝日电视台）、矢田晃一（東映エージエンシー）、白倉伸一郎、武部直美（東映）
- 「Sh15uya」贊助：角川書店、コロムビアミュージックエンタテインメント、東映ビデオ、天田印刷加工、フロンティアワークス、デビロック、Medicom Toy
- 製作協力：東映エージエンシー
- 製作：朝日電視台 東映 東映影像

## 主題歌
- OP：「over」（作曲：蓜島邦明）
- ED：「せカゝι)σおわ└)（せかいのおわり【世界的终结】）」（歌：小枝／作詞・作曲：日向めぐみ／編曲：関淳二郎）

## 每话标题
1. Face.01 Fifteens -15歲們-
2. Face.02 Boarderline -地盤-
3. Face.03 Run Away -逃跑-
4. Face.04 Handing
5. Face.05 Death Trap -死亡陷阱-
6. Face.06 Dive Out
7. Face.07 Reset -重啟-
8. Face.08 Dead End -死局-
9. Face.09 Revu -雷孚-
10. Face.10 Piece Maker -和平製造者-
11. Face.11 Sekai no Owari -世界的終結-
12. Face.12 Real -真實-

## 商品

### CD
- 「Sh15uya」COLUMBIA MUSIC ENTERTAINMENT COCX-33078
- 「Sh15uya -SHIBUYA FIFTEEN ORIGINAL SOUND TRACK-」COLUMBIA MUSIC ENTERTAINMENT COCZ-1017

### DVD
1. Sh15uya VOL.1 東映影像
  - Collector's Pack DSTD06720
  - 通常盤 DSTD06697
2. Sh15uya VOL.2
3. Sh15uya VOL.3
4. Sh15uya VOL.4
5. Sh15uya Complete DVD DSTD02773 ※Spin Off新追加特典廣播電視劇 2008年發售DVD-BOX。

- 『Newtype THE LIVE特攝NEW TYPE』2005年5月號附錄 Sh15uya Special Edition DVD

### 書籍
- Sh15uya VISUAL & DATA BOOK 角川書店

### 其他
- 集換卡片遊戲No.0~9

## 漫畫版
在雜誌《特撮エース》No.007號到No.010號連載的矢吹豪的漫畫作品。東映監修。為同名的電視劇作品的漫畫化作品，並對故事的展開做了較大幅度的更改。此外《特撮エース》No.010號還刊載了新間大悟的漫畫『Sh15uya 渋谷十五』，同樣為東映監修。
登場人物比電視版較為少，圍繞豪、艾瑪、淺蔥、健吾等人展開。此外，電視劇中大篇幅描繪的組織勢力之間的地盤爭奪體現較少，僅僅出現名字，龍吾、DJ甚至連名字都未出現。

### 與電視劇的不同之處
- 電視劇版豪在故事開頭醒來時口中含着「離開Shibuya ——Revu」的紙條，在漫畫版中變成了牆上書寫着「離開Shibuya ——Revu」。
- 電視版中翔太在與Piece打鬥中想起自己的名字（豪），漫畫版中ドラマ版則是Ema告訴的。
- Piece的長相完全不同。此外，在電視劇版中刻在手背上的紋章，在漫畫中改為額頭。
- Piece被打倒以後，被鎖定的紋章不會消失。
- 漫畫版描繪了送入假想空間的外部裝置。

## 外部連結
- Sh15uya 5108 シブヤブログ（東映内公式サイト、 「2005年7月までの期間限定」と書かれているが、2010年9月現在も閲覧可能）